# Воловецький перевал
Волове́цький перева́л (інша назва — Бески́дський перевал) — гірський перевал через Вододільний хребет в Українських Карпатах.
Розташований на межі Сколівського району Львівської області та Воловецького району Закарпатської області, на вододілі річок Опору та Вичі (Вічі).
Висота перевалу 974 м. Південний схил стрімкий, північний — пологіший. Складається з пісковиків і сланців. Слабо заліснений, переважають вторинні луки. Перевалом (через Бескидський тунель завдовжки 1750 м) проходить залізниця Мукачеве — Стрий — Львів. Автомобільного сполучення через перевал немає, дорога важкопрохідна.
Найближчі населені пункти: с. Опорець, с. Скотарське.

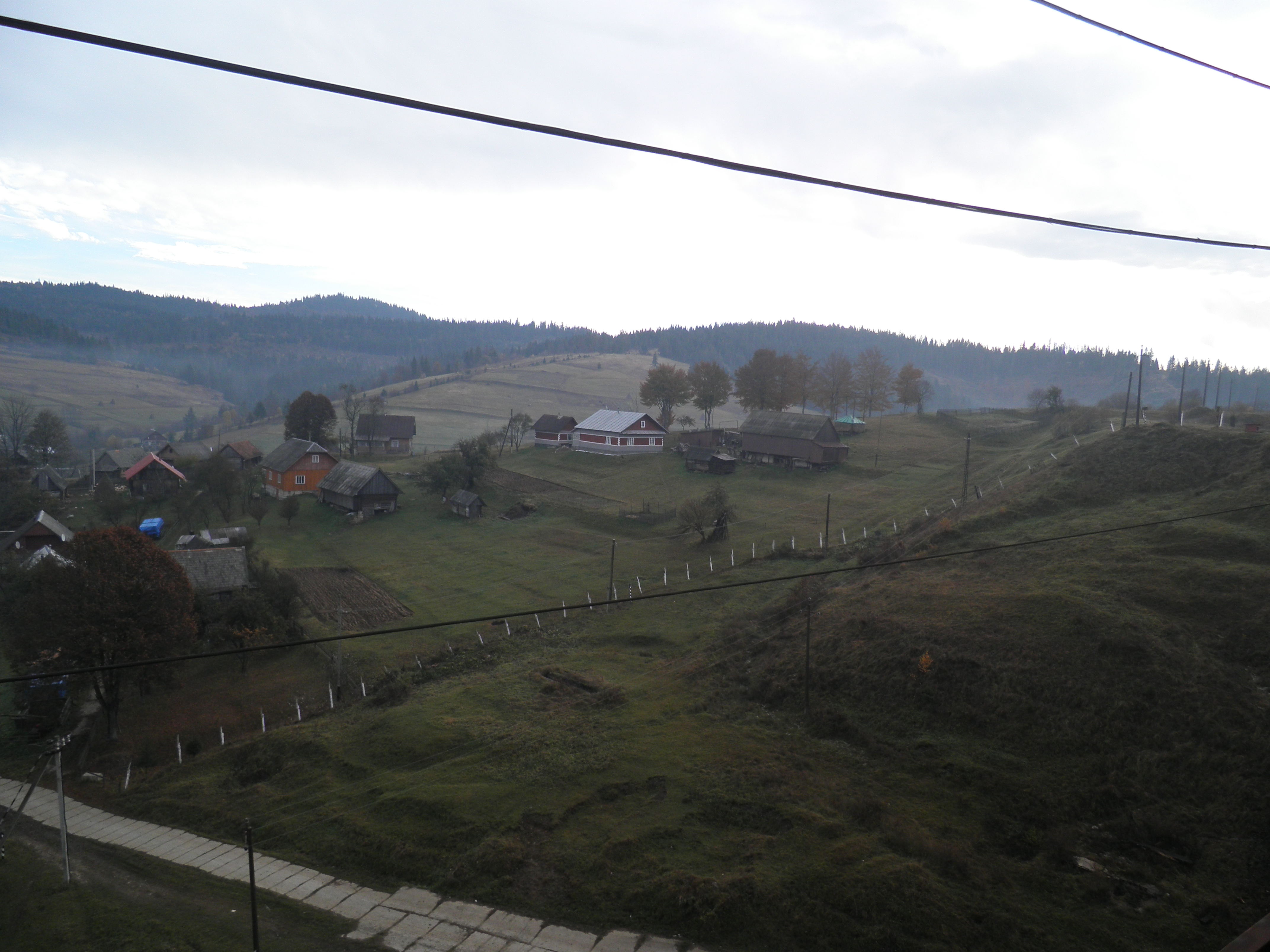
З північного боку Воловецького перевалу (південь Львівської області)